# Milan (Indiana)
Milan ist eine Town im Ripley County im US-Bundesstaat Indiana. Sie liegt knapp 100 Kilometer westlich von Cincinnati.
Der Film Hoosiers, ein Begriff, der sowohl die Einwohner Indianas bezeichnet als auch als ‚Hinterwäldler‘ übersetzt werden kann, zeichnet den Sieg des örtlichen Basketballteams der Milan High School nach, das 1954 die Meisterschaft errang.

## Persönlichkeiten
- Stephen S. Harding (1808–1891), Politiker
- William Jordan (* 1937), Schauspieler